# دو و میدانی در المپیک تابستانی ۱۹۲۸
دو و میدانی در بازی‌های المپیک تابستانی ۱۹۲۸ نام رویداد ورزش دو و میدانی در بازی‌های المپیک تابستانی بود که در سال ۱۹۲۸ برگزار شد.

## نتایج

### مردان
| بازی‌ها            | طلا                                                                            | نقره                                                                       | برنز                                                                     |
| ۱۰۰ متر           | پرسی ویلیامز · کانادا                                                          | جک لندن · بریتانیای کبیر                                                   | گئورگ لامرس · آلمان                                                      |
| ۲۰۰ متر           | پرسی ویلیامز · کانادا                                                          | والتر رانگلی · بریتانیای کبیر                                              | هلمون کورنیگ · آلمان                                                     |
| ۴۰۰ متر           | ری باربوتی · ایالات متحده آمریکا                                               | جیمی بال · کانادا                                                          | یواخیم بوشنر · آلمان                                                     |
| ۸۰۰ متر           | داگلاس لو · بریتانیای کبیر                                                     | اریک بیلن · سوئد                                                           | هرمان انگلهارد · آلمان                                                   |
| ۱۵۰۰ متر          | هری لاروا · فنلاند                                                             | ژول لادومگ · فرانسه                                                        | اینو پوریه · فنلاند                                                      |
| ۵۰۰۰ متر          | ویله ریتولا · فنلاند                                                           | پاوو نورمی · فنلاند                                                        | ادوین واید · سوئد                                                        |
| ۱۰٬۰۰۰ متر        | پاوو نورمی · فنلاند                                                            | ویله ریتولا · فنلاند                                                       | ادوین واید · سوئد                                                        |
| ۱۱۰ متر با مانع   | سید آتکینسون · آفریقای جنوبی                                                   | استیو اندرسون · ایالات متحده آمریکا                                        | جان کالیر · ایالات متحده آمریکا                                          |
| ۴۰۰ متر با مانع   | دیوید سسیل · بریتانیای کبیر                                                    | فرانک کوهیل · ایالات متحده آمریکا                                          | مورگان تیلور · ایالات متحده آمریکا                                       |
| ۳٬۰۰۰ متر با مانع | تویوو لوکولا · فنلاند                                                          | پاوو نورمی · فنلاند                                                        | اووی اندرسن · فنلاند                                                     |
| ۴×۱۰۰ متر امدادی  | ایالات متحده آمریکا (USA) · فرانک وویکف · جیمز کوئین · چارلی بورا · هنری راسل  | آلمان (GER) · گئورگ لامرس · ریشارد کورتس · هوبرت هوبن · هلمون کورنیگ       | بریتانیای کبیر (GBR) · سیریل گیل · ادوارد سموها · والتر رانگلی · جک لندن |
| ۴×۴۰۰ متر امدادی  | ایالات متحده آمریکا (USA) · جورج برد · فرد آلدرمن · امرسون اسپنسر · ری باربوتی | آلمان (GER) · اتو نویمان · هری ورنر اشتورتس · ریشارد کربس · هرمان انگلهارد | کانادا (CAN) · جیمی بال · استنلی گلوور · فیل ادواردز · الکس ویلسون       |
| ماراتن            | بوغیرا العوافی · فرانسه                                                        | مانوئل پلازا · شیلی                                                        | مارتی مارتیلین · فنلاند                                                  |
| پرش ارتفاع        | باب کینگ · ایالات متحده آمریکا                                                 | بن هیدگز · ایالات متحده آمریکا                                             | کلود منار · فرانسه                                                       |
| پرش با نیزه       | زیبین کاز · ایالات متحده آمریکا                                                | ویلیام دروگمولر · ایالات متحده آمریکا                                      | چارلز مک‌گینیس · ایالات متحده آمریکا                                      |
| پرش طول           | اد هام · ایالات متحده آمریکا                                                   | سیلویو کاتور · هائیتی                                                      | ال بیتس · ایالات متحده آمریکا                                            |
| پرش سه‌گام         | میکیو اودا · ژاپن                                                              | لوی کیسی · ایالات متحده آمریکا                                             | ویلهو تولوس · فنلاند                                                     |
| پرتاب وزنه        | جان کوک · ایالات متحده آمریکا                                                  | بروس بنت · ایالات متحده آمریکا                                             | امیل هیرشفلد · آلمان                                                     |
| پرتاب دیسک        | باد هوسر · ایالات متحده آمریکا                                                 | آنترو کیوی · فنلاند                                                        | جیمز کورسون · ایالات متحده آمریکا                                        |
| پرتاب چکش         | پت اوکالاهان · ایرلند                                                          | اوسیان سکیولد · سوئد                                                       | ادموند بلک · ایالات متحده آمریکا                                         |
| پرتاب نیزه        | اریک لوندکویست · سوئد                                                          | بلا اسپیس · مجارستان                                                       | اولاف سانده · نروژ                                                       |
| دهگانه            | پاوو اورگولا · فنلاند                                                          | آکیلس یاروینن · فنلاند                                                     | کن دوهرتی · ایالات متحده آمریکا                                          |

### زنان
| بازی‌ها           | طلا                                                         | نقره                                                                           | برنز                                                          |
| ۱۰۰ متر          | بتی رابینسون · ایالات متحده آمریکا                          | بابی روزنفلد · کانادا                                                          | اتل اسمیت · کانادا                                            |
| ۸۰۰ متر          | لینا رادکه · آلمان                                          | کینیو هیتومی · ژاپن                                                            | اینگا جنتزل · سوئد                                            |
| ۴×۱۰۰ متر امدادی | کانادا (CAN) · مرتل کوک · اتل اسمیت · بابی روزنفلد · جین بل | ایالات متحده آمریکا (USA) · جسی کراس · لورتا مک‌نیل · بتی رابینسون · مری واشبرن | آلمان (GER) · آنی هودلمان · لنی یونکر · روسا کلنر · لنی اشمیت |
| پرش ارتفاع       | اتل کاتروود · کانادا                                        | لین جیسف · هلند                                                                | میلدرد وایلی · ایالات متحده آمریکا                            |
| پرتاب دیسک       | هالینا کونوپاسکا · لهستان                                   | لیلیان کوپلند · ایالات متحده آمریکا                                            | روث اسودبرگ · سوئد                                            |

## جدول مدال‌ها
| رتبه | کشور                      | طلا | نقره | برنز | مجموع |
| ۱    | ایالات متحده آمریکا (USA) | ۹   | ۸    | ۸    | ۲۵    |
| ۲    | فنلاند (FIN)              | ۵   | ۵    | ۴    | ۱۴    |
| ۳    | کانادا (CAN)              | ۴   | ۲    | ۲    | ۸     |
| ۴    | بریتانیای کبیر (GBR)      | ۲   | ۲    | ۱    | ۵     |
| ۵    | آلمان (GER)               | ۱   | ۲    | ۶    | ۹     |
| ۶    | سوئد                      | ۱   | ۲    | ۴    | ۷     |
| ۷    | فرانسه (FRA)              | ۱   | ۱    | ۱    | ۳     |
| ۸    | ژاپن (JPN)                | ۱   | ۱    | ۰    | ۲     |
| ۹    | ایرلند (IRL)              | ۱   | ۰    | ۰    | ۱     |
| ۹    | لهستان (POL)              | ۱   | ۰    | ۰    | ۱     |
| ۹    | آفریقای جنوبی (RSA)       | ۱   | ۰    | ۰    | ۱     |
| ۱۲   | شیلی (CHI)                | ۰   | ۱    | ۰    | ۱     |
| ۱۲   | هائیتی (HAI)              | ۰   | ۱    | ۰    | ۱     |
| ۱۲   | مجارستان (HUN)            | ۰   | ۱    | ۰    | ۱     |
| ۱۲   | هلند (NED)                | ۰   | ۱    | ۰    | ۱     |
| ۱۶   | نروژ (NOR)                | ۰   | ۰    | ۱    | ۱     |